# Bodhisattva-beloftes
De Bodhisattvageloftes van het Mahayana-boeddhisme zijn de beloftes dat iemand zijn verlichting uitstelt totdat alle levende wezens bevrijding en verlichting hebben gerealiseerd, en andere wezens ook met kracht en volharding helpt. Het aantal beloftes varieert. De specifieke belofte is verschillend afhankelijk van de school en van het niveau waarop iemand intreedt.
De eerste keer dat de beloftes worden afgelegd is in gezelschap van een ander die Bodhisattva-geloftes heeft afgelegd en die persoon is vaak een lama. Dit wordt in vele scholen beschouwd als het moment waarop iemand boeddhist wordt en wordt vaak gevolgd door het toegewezen krijgen van een nieuwe naam. Het is tevens gebruikelijk de beloftes nogmaals af te leggen, indien men een belangrijke lama ontmoet.

## Voorbeeld
De volgende belofte is afkomstig van Shantideva en dateert uit de 8e eeuw en wordt gebruikt binnen het Tibetaans boeddhisme.
Met de wens om alle wezens te bevrijden
Zal ik altijd mijn toevlucht nemen
Tot de Boeddha, dharma en sangha,
Totdat ik volledige verlichting bereik.
Enthousiast gemaakt door wijsheid en mededogen
Nu in tegenwoordigheid van de Boeddha
Breng ik de op volledige ontwaking gerichte geest voort
Voor het welzijn van alle levende wezens.
Zolang de ruimte bestaat,
Zolang er levende wezens zijn,
Zolang hoop ik ook te blijven,
En de ellende van de wereld te verdrijven.